# أوتو اولسون
أوتو اولسون (بالسويدية: Otto Olsson)‏ هو ملحن سويدي، ولد في 19 ديسمبر 1879 في أبرشية الكنيسة العظيمة ‏ في السويد، وتوفي في 1 سبتمبر 1964 في ستوكهولم في السويد.

## وصلات خارجية
- أوتو اولسون على موقع ميوزك برينز (الإنجليزية)
- أوتو اولسون على موقع أول ميوزيك (الإنجليزية)
- أوتو اولسون على موقع ديسكوغز (الإنجليزية)